# 黑白电视
黑白电视，是一种只能显示黑白两色的电视。在电视发展的早期，包括电视节目的录制和电视机的接收显示，都只能体现黑白两种颜色。随着科技的发展，1950年代逐渐出现了彩色电视。

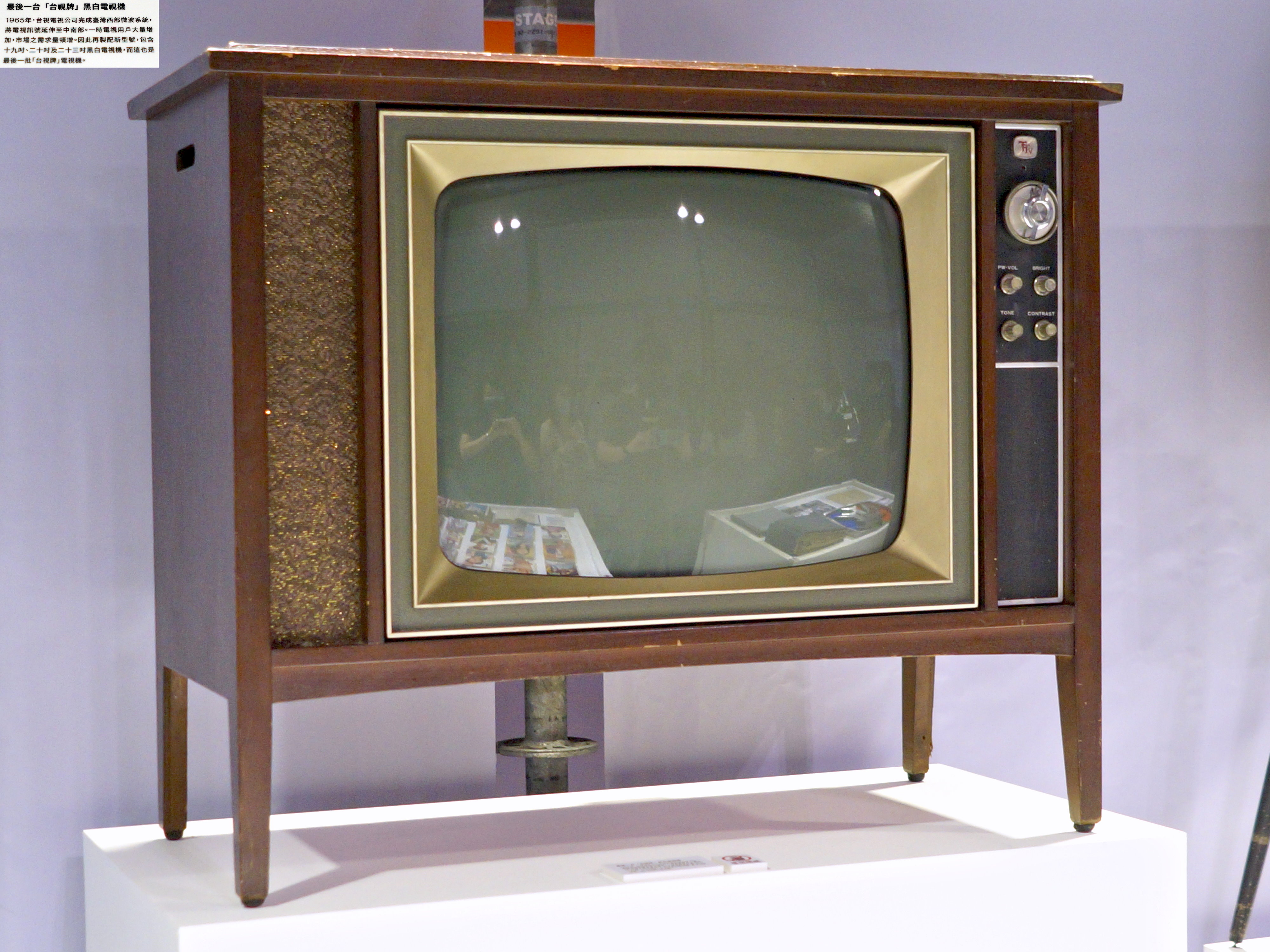
臺灣電視公司最後一台「台視牌」黑白電視機

黑白電視其實並非只有黑白二色，它處理的是灰階信號。黑白視訊有Y（Luma，Luminance）視訊，也就是灰階值。到了彩色電視規格的制定，是以YUV/YIQ的格式來處理彩色電視圖像，把UV視作表示彩度的C（Chrominance或Chroma）；如果忽略C訊號，那麼剩下的Y（Luma）訊號就跟之前的黑白電視訊號相同，這樣一來便解決彩色電視機與黑白電視機的相容問題。